# Beggen
Beggen je jedna ze 24 městských částí lucemburského hlavního města Lucemburku. Nachází se na jeho severním předměstí u silnice do Ettelbrucku a má rozlohu 171 hektarů. Protéká jím řeka Alzette a jeho nadmořská výška je 232 až 302 metrů. Původně Beggen patřil k obci Eich a k Lucemburku byl připojen v roce 1920. 
Nachází se zde zámek Château de Beggen, který byl postaven roku 1896 v historizujícím slohu podle projektu Wynanda Janssense. Původně byl rezidencí podnikatelské rodiny Metzů, za druhé světové války ho zabral Wehrmacht a po válce v něm byl zřízen hotel. Od roku 1956 slouží jako sídlo sovětského a pak ruského velvyslanectví v Lucembursku. Římskokatolický chrám svaté Rodiny v Beggenu pochází z roku 1937. Beggen má také koncertní sál Vantage, nákupní středisko a technickou školu, s centrem ho spojují autobusové linky 10, 11, 26 a 81. V sousední čtvrti Dommeldange se nachází nádraží na trati z Lucemburku do Lutychu a Letiště Lucemburk je z Beggenu vzdáleno deset minut jízdy automobilem.
S Beggenem je spojena pověst o podzemních skřítcích zvaných Wichtelcher. Vznikl jako vesnice na okraji lucemburské pevnosti. Po třicetileté válce zde bylo pouze pět obydlených domů, ještě v roce 1851 žilo v Beggenu pouze 150 obyvatel. Rozvoj sídla souvisí s industrializací, byla zde zřízena jedna z prvních vysokých pecí v Lucembursku. Při sčítání v roce 2024 bylo v Beggenu hlášeno 3 906 obyvatel. Necelou třetinu z nich tvořili lucemburští občané, z cizinců byli nejpočetnější Francouzi (12 %) a Portugalci (10 %). Ceny nemovitostí jsou nižší než v centru města.
Sídlí zde fotbalový klub FC Avenir Beggen, šestinásobný mistr Lucemburska. Domácí zápasy hraje na Stade rue Henri Dunant. 
V Beggenu se v roce 1913 narodil výtvarník Jang Thill. 